# Gallela Prasad
Gallela Prasad, né le 7 avril 1962 à Adoni (Andhra Pradesh, Inde), est un prélat catholique indien, évêque de Cuddapah (en) de 2008 à 2018.

## Biographie

### Formation
Prasad est le quatrième et dernier enfant de Mariamma et Sri Jojappa. Il fréquente l'école de sa ville natale, jusqu'à son entrée au Petit Séminaire Saint-Pie de Kurnool. Au bout d'un an, il est envoyé au séminaire Saint-Jean de Kondadaba, dirigé par les salésiens. Afin d'approfondir ses connaissances en philosophie et en théologie, il poursuit ses études au séminaire Saint-Jean de Ramanthapur.
Entre 1995 et 1999, il reprend ses études à Rome. Il obtient un doctorat en théologie à l'Université pontificale Saint-Thomas-d'Aquin avec une thèse sur « la charité chrétienne d'après Mère Teresa ». 

### Prêtrise
Le 1er mars 1989, il est ordonné prêtre pour le diocèse de Kurnool, par Mgr Mathew Cheriankunnel. Il est d'abord chargé de la jeunesse du diocèse jusqu'en 1993 et de l'aumônerie du collège Sainte-Marie de Kurnool jusqu'en 1990, puis se voit nommé curé de Koilakunta, fonction qu'il occupe jusqu'en 1995.
De 1993 à 1995, il est parallèlement le directeur spirituel de la Légion de Marie.
De retour en Inde en 1999, il est chargé de l'église Saint-Jean d'Uppaladadiya jusqu'en 2000. Cette année-là, il part pour le diocèse de San Angelo, au Texas (États-Unis) où il exerce son ministère. À son retour en 2004, il est nommé professeur et aumônier au séminaire Saint-Jean de Kothavalasa. 

### Épiscopat
Le 31 janvier 2008, le pape Benoît XVI le nomme évêque de Cuddapah. Il est consacré le 1er mars suivant, par Mgr Marampudi Joji (en), assisté de Mgrs Prakash Mallavarapu (de) et D. M. Prakasam (en), en la vieille cathédrale Sainte-Marie de Mariapuram. 
Le 25 avril 2016, le véhicule de Mgr Prasad est arrêté, puis celui-ci est tabassé et enlevé par des inconnus. Ceux-ci réclament une rançon de cinq millions de roupies (75 000 dollars) au diocèse, mais relâchent l'évêque dès le lendemain, à 90 km du lieu de l'enlèvement, après qu'il a été roué de coups toute la nuit. Si les actes antichrétiens sont nombreux dans cette partie de l'Inde, il s’agit là du premier perpétré contre un prélat.
En 2018, il est accusé par deux laïcs d'avoir détourné des fonds de l'Église en faveur d'une femme et d'un fils cachés. L'évêque se défend de mener une vie familiale secrète et explique que la femme identifiée comme son épouse est la veuve de son frère. Finalement, le pape François accepte sa démission le 10 décembre 2018, alors qu'il n'est âgé que de 56 ans.